# Akif Asgarov
Akif Asgarov (en azéri : Akif İzzətulla oğlu Əsgərov), né le 16 janvier ou le 1er mai 1940 à Nakhitchevan (république socialiste soviétique d'Azerbaïdjan, URSS) et mort le 18 novembre 2023 à Bakou (Azerbaïdjan), est un sculpteur soviétique puis azerbaïdjanais.

## Biographie
Akif Asgarov est né à Nakhitchevan. En 1958, après dix ans d'études secondaires, il entre au collège d'art Azim Azimzade. De 1963 à 1969, il poursuit ses études à Leningrad, à l'Institut de peinture de sculpture et d'architecture Repin.
Akif Asgarov retourne à Bakou en 1969 et travaille à l'atelier de création de Bakou près l'Académie russe des Beaux-Arts[réf. nécessaire], dirigé par le sculpteur Omar Eldarov. Dans le studio, Akif Askerov met en œuvre des commandes de l'État par le biais du Fonds d'art de la République.
En 1971, il part pour son premier voyage à l'étranger en Allemagne de l'Est, dans la ville de Neubrandenburg, où il réalise deux compositions sculpturales, quatre portraits sculptés, ainsi que des dessins d'après nature[réf. nécessaire].
Il est nommé Ouvrier d'art émérite d'Azerbaïdjan en 2002.
Le 27 mai 2018, il est honoré du titre d'Artiste du peuple de la république d'Azerbaïdjan,.
Akif Asgarov reçoit l'ordre du Travail de 2e classe pour ses services au développement de l'art de la sculpture en Azerbaïdjan.

## Œuvres dans l'espace public

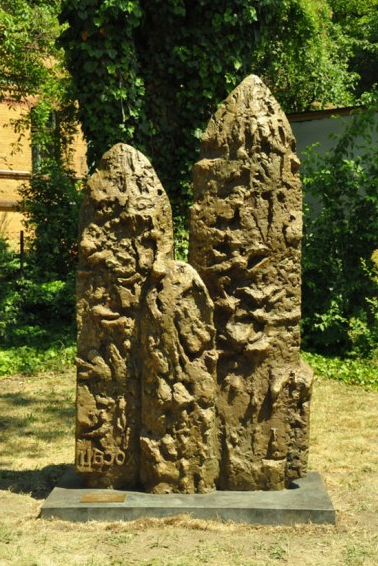
Monument aux victimes du massacre de Khodjaly, 2011, Berlin.

- Monument à Yusif Mammadaliyev, 1998, Bakou[8].
- Monument à Nizami Gandjavi, 2005, Chișinău, Moldavie.
- Monument à Mehti Huseynzade, 2007, Maribor, Slovénie[9].
- Monument aux victimes du massacre de Khodjaly, 2011, Berlin, Allemagne. En collaboration avec  Salhab Mamedov, Ali Ibadullaev et Ibrahim Ahrari[10],[11].
- Monument à Bul-Bul, 2012, Bakou[12],[13].
- Monument de l’Amitié polono-azerbaïdjanaise, Gniezno, en collaboration avec d'autres artistes[14].

## Distinctions
- 2020 : ordre du Travail II degré, pour les mérites dans le développement de l'art sculptural en Azerbaïdjan[15].